# 41 Arietis
41 Arietis este o stea din constelația Berbecul.
1. ↑  A Relationship between Stellar Age and Spot Coverage[*] Verificați valoarea |titlelink= (ajutor)
2. ↑  Gaia Data Release 2